# 訃報 2021年1月
訃報 2021年1月（ふほう 2021ねん1がつ）では、2021年1月に物故した、又は物故が報じられた人物についてまとめる。

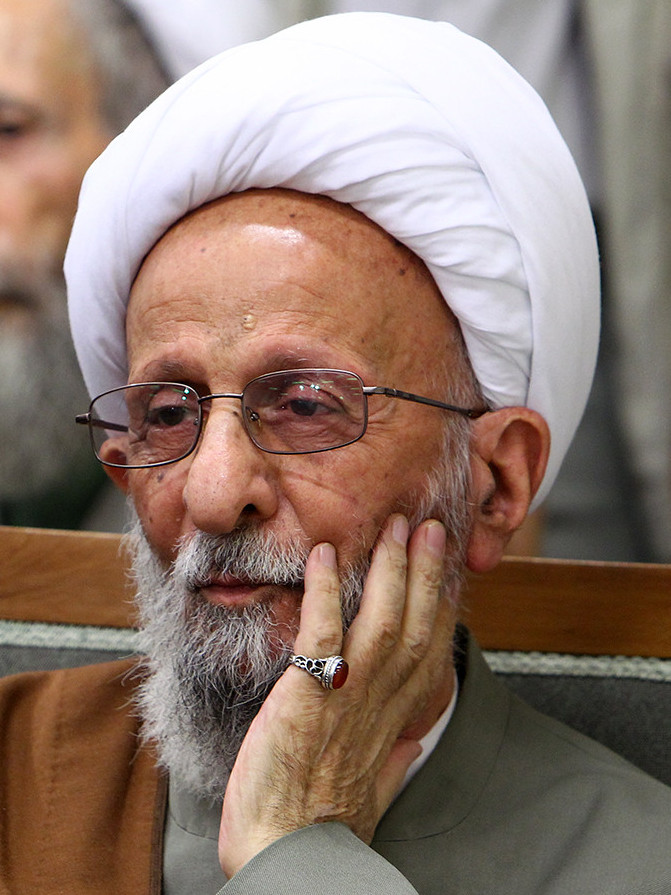
モハンマド・タギー・メスバーフ・ヤズディー／1月1日没

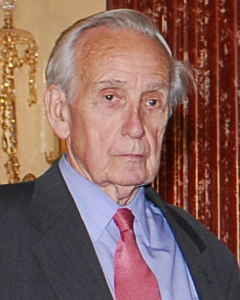
ブライアン・アークハート／1月2日没

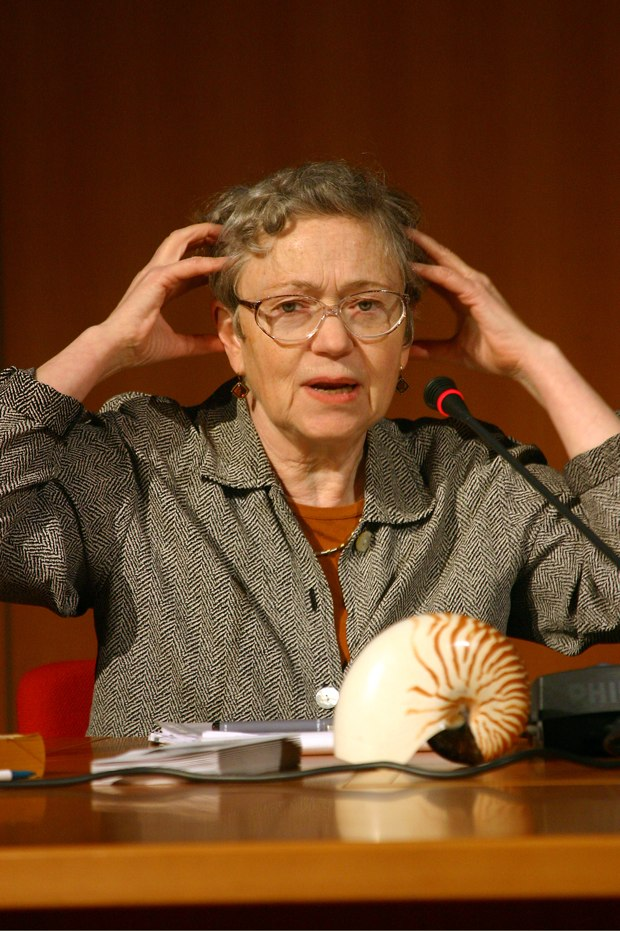
メアリー・キャサリン・ベイトソン／1月2日没

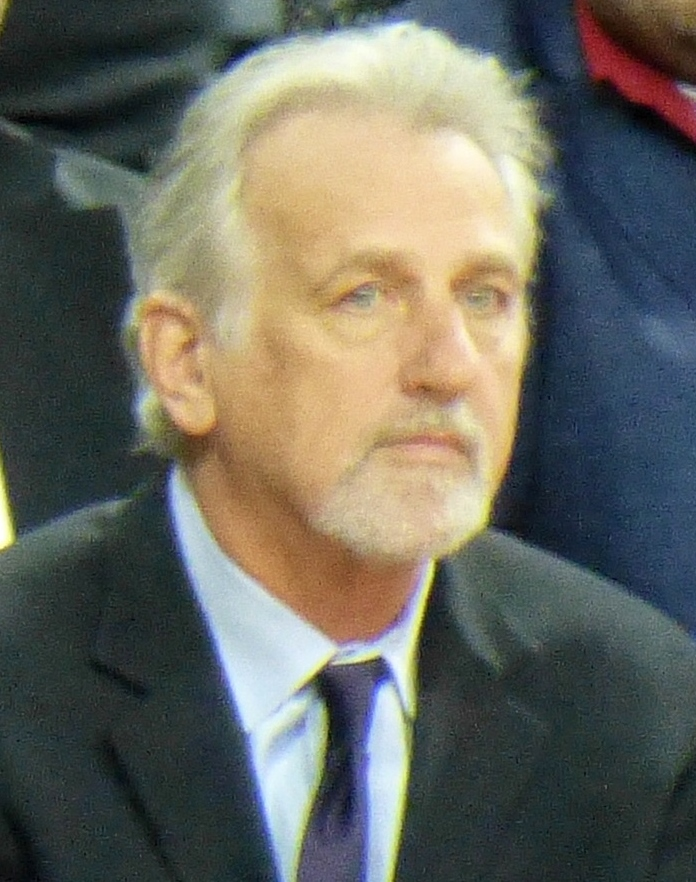
ポール・ウェストファル／1月2日没

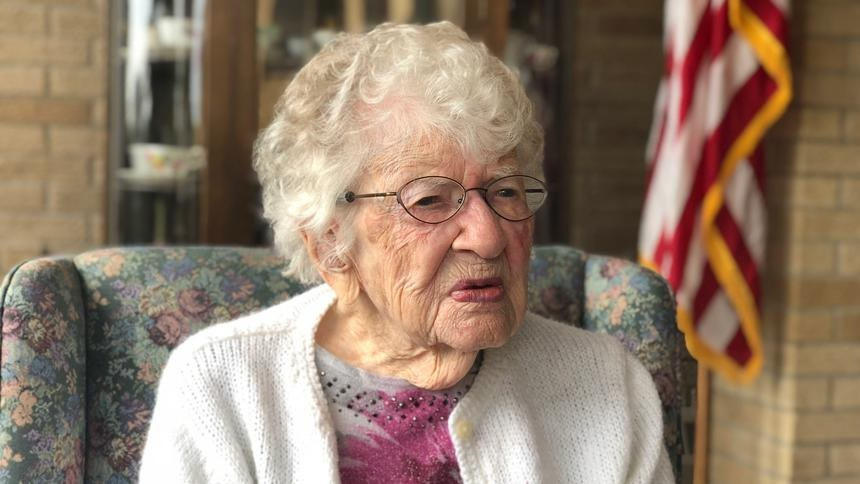
アイリス・ウェストマン／1月3日没

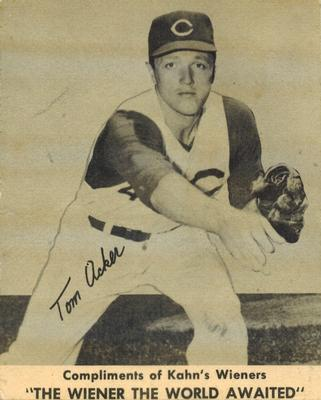
トム・アッカー／1月4日没

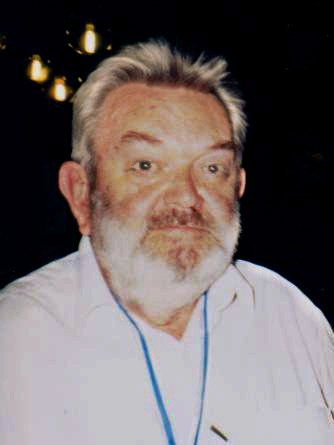
マルティヌス・フェルトマン／1月4日没

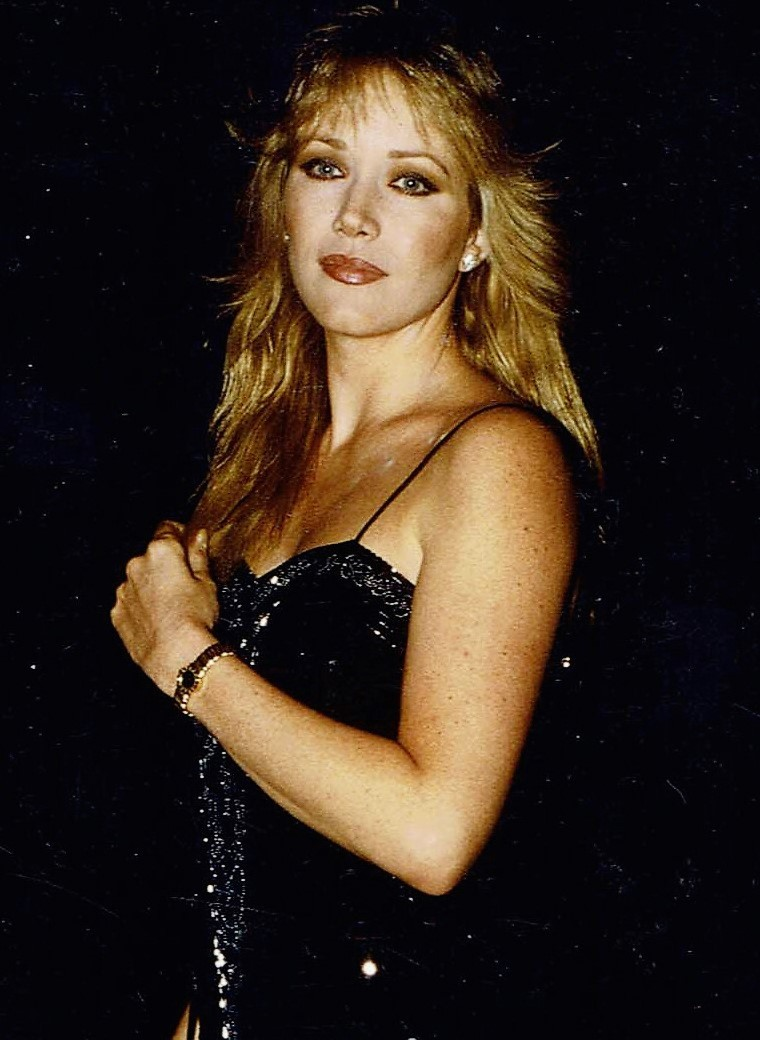
タニア・ロバーツ／1月4日没

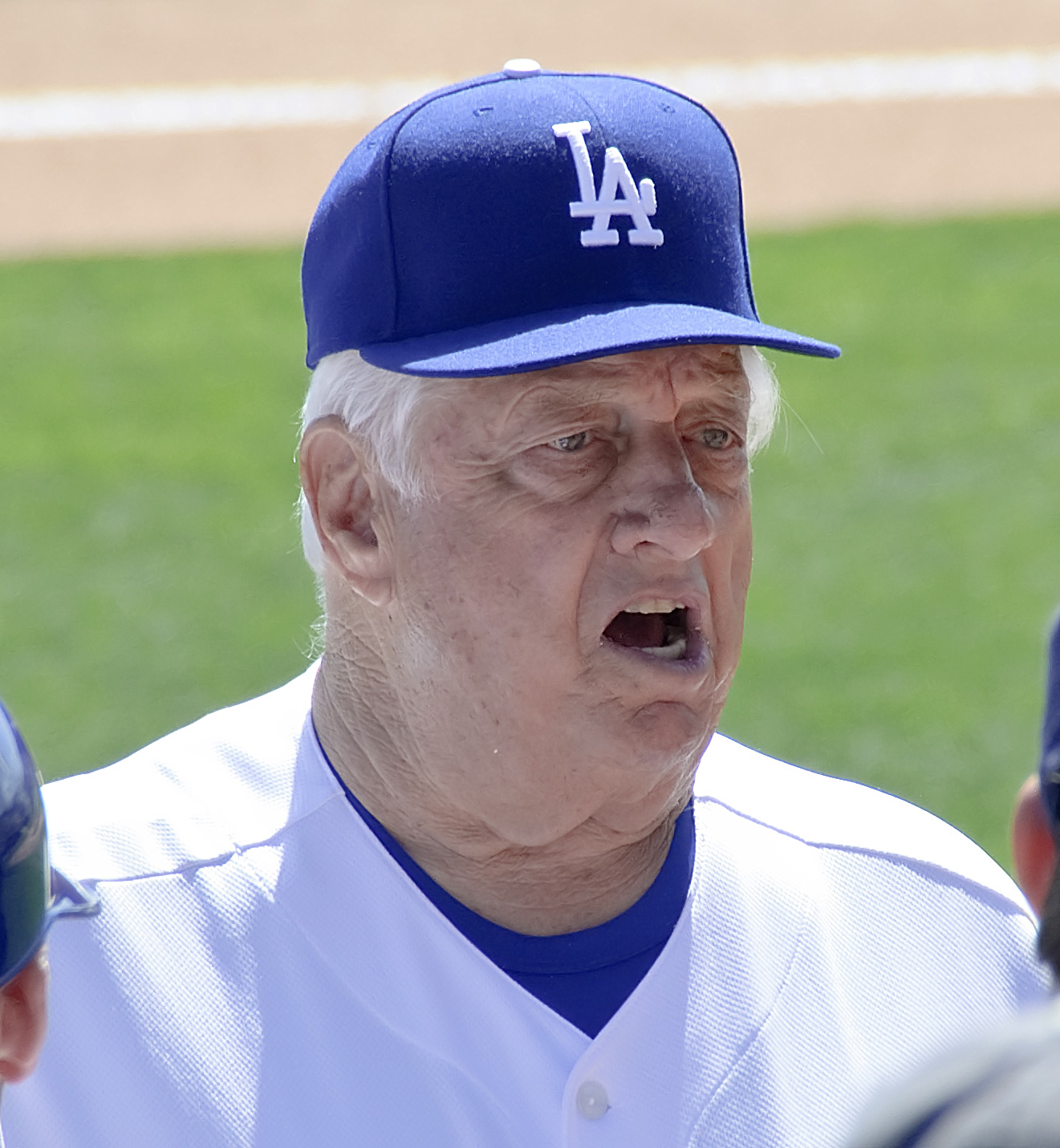
トミー・ラソーダ／1月7日没

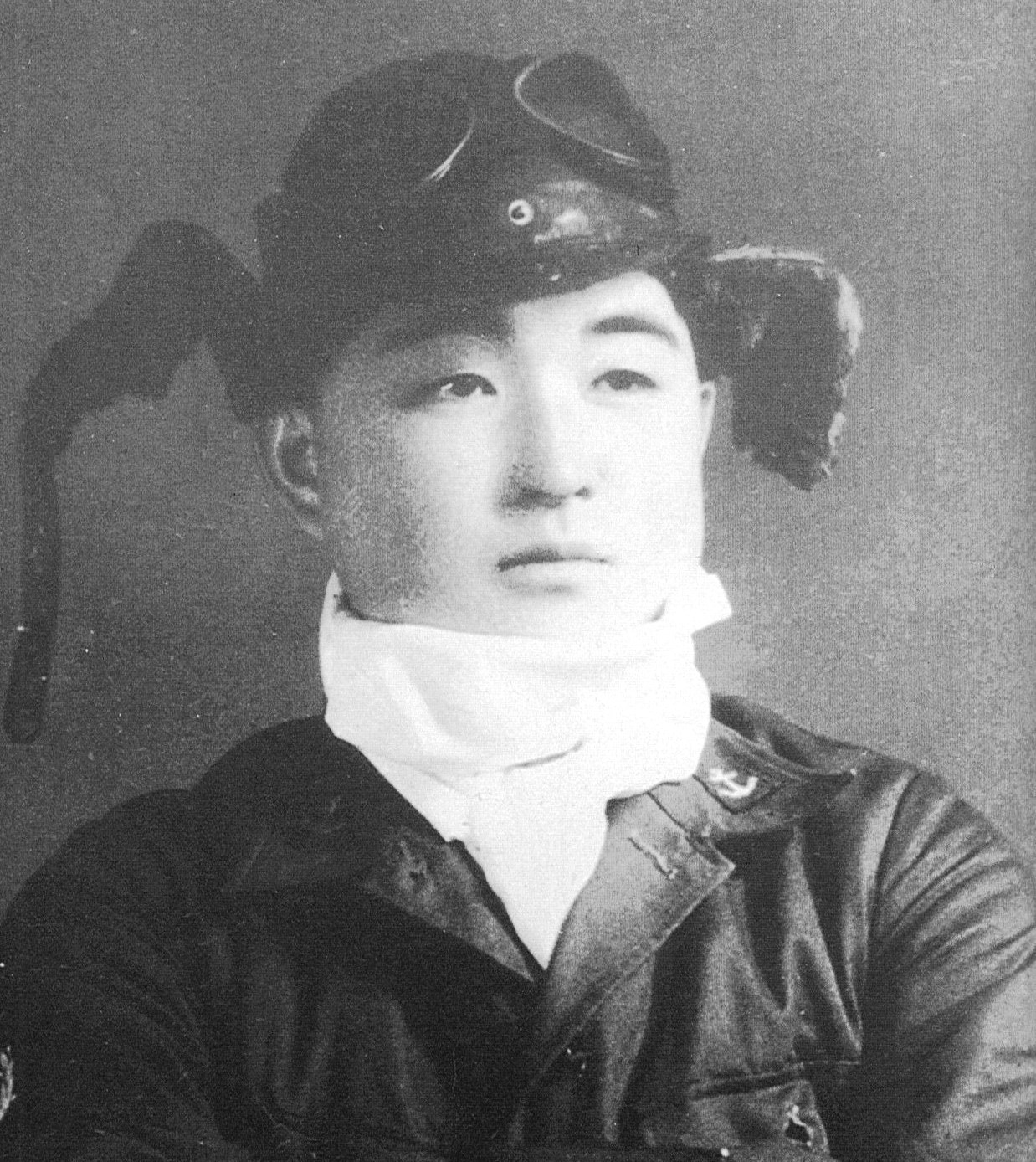
笠井智一／1月9日没

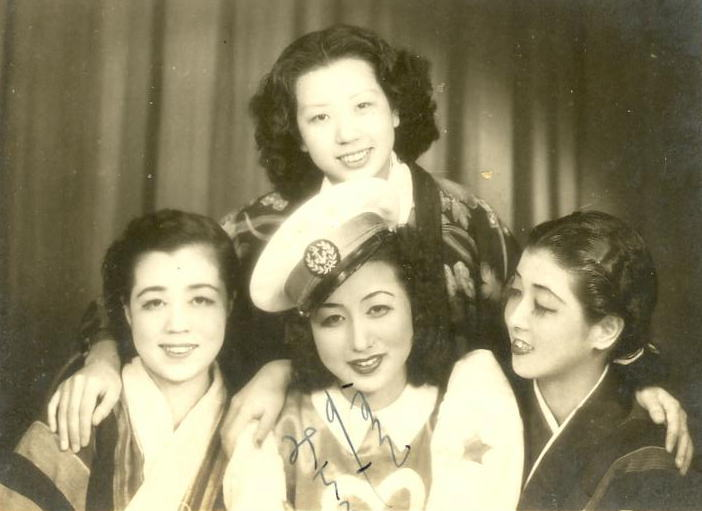
大路三千緒（前列左）／1月12日没

## 1日 - 15日
- 1月1日 - 竹内龍三、日本の農業機械学者、神戸大学名誉教授（* 1928年）[1][2]
- 1月1日 - モハンマド・タギー・メスバーフ・ヤズディー、イランの政治家、ウラマー、専門家会議議員（* 1934年）[3]
- 1月1日 - カルロス・ド・カルモ（英語版）、ポルトガルのファド歌手（* 1939年）[4]
- 1月1日 - ピエラントニオ・コスタ（英語版）、イタリアの実業家、外交官、ルワンダ虐殺におけるツチ救難活動者（* 1939年）[5]
- 1月1日 - フロイド・リトル、アメリカ合衆国のアメリカンフットボール選手（* 1942年）[6]
- 1月1日 - 福本清三、日本の俳優（* 1943年）[7]
- 1月1日 - ミスティ・モーガン（英語版）、アメリカ合衆国のカントリー・ミュージックシンガー、ジャック・ブランチャード＆ミスティ・モーガン（英語版）メンバー（* 1945年）[8]
- 1月1日 - 孫僑潞（中国語版）、中華人民共和国の女優（* 1995年）[9]
- 1月2日 - ブライアン・アークハート、イギリスの国連職員、作家、元軍人、元国連事務次長（* 1919年）[10]
- 1月2日 - 桑名義治、日本の政治家、元参議院議員【公明党所属】（* 1930年）[11]
- 1月2日 - 藤原隆男、日本の民俗学者、富士大学名誉学長、岩手大学名誉教授（* 1938年）[12]
- 1月2日 - メアリー・キャサリン・ベイトソン、アメリカ合衆国の文化人類学者、著作家（* 1939年）[13]
- 1月2日 - ウラジーミル・コレネフ（英語版）、ロシアの俳優（* 1940年）[14]
- 1月2日 - モディボ・ケイタ（英語版）、マリ共和国の政治家、第8代首相、元外相（* 1942年）[15]
- 1月2日 - マイケル・マッケヴィット（英語版）、アイルランドの民族主義活動家、真のIRA設立者（* 1949年）[16]
- 1月2日 - ポール・ウェストファル、アメリカ合衆国の元バスケットボール選手・指導者、バスケットボール殿堂（* 1950年）[17]
- 1月2日 - クレーベル・エドゥアルド・アラード、ブラジルの元サッカー選手【京都パープルサンガ所属】（* 1972年）[18]
- 1月3日 - アイリス・ウェストマン、アメリカ合衆国のスーパーセンテナリアン（* 1905年）[19]
- 1月3日 - ゲオルク・シュメーエ（ドイツ語版）、ドイツの指揮者（* 1939年）[20]
- 1月3日 - 中野尚弘、日本の元バレーボール選手、元バレーボール全日本男子監督（* 1940年）[21]
- 1月3日 - ジェリー・マースデン（英語版）、イギリスのミュージシャン、元ジェリー&ザ・ペースメイカーズメンバー（* 1942年）[22]
- 1月3日 - タッソ・アダモプーロス（英語版）、フランスのヴィオラ奏者（* 1944年）[23]
- 1月3日 - エリック・ジェローム・ディッキー（英語版）、アメリカ合衆国の作家（* 1961年）[24]
- 1月4日 - 山崎英顕、日本の実業家、政治家、元サガテレビ会長、元福岡県副知事（* 1924年?）[25]
- 1月4日 - 黒田吉益、日本の地球科学者、信州大学名誉教授（* 1927年）[26]
- 1月4日 - トム・アッカー、アメリカ合衆国の元MLB選手【シンシナティ・レッズ所属】（* 1930年）[27]
- 1月4日 - マルティヌス・フェルトマン、オランダの物理学者、ノーベル物理学賞受賞者（* 1931年）[28]
- 1月4日 - 李香琴（中国語版）、香港出身の女優（* 1932年）[29]
- 1月4日 - バーバラ・シェリー（英語版）、イギリスの女優（* 1932年）[30]
- 1月4日 - グレゴリー・シエラ、アメリカ合衆国の俳優（* 1937年）[31]
- 1月4日 - エリアス・ラーバニ（英語版）、レバノンの作詞家、作曲家（* 1938年）[32]
- 1月4日 - ゆうき哲也、日本のお笑いタレント、俳優、元チャンバラトリオメンバー（* 1941年）[33]
- 1月4日 - タニア・ロバーツ、アメリカ合衆国の女優（* 1955年）[34][35]
- 1月4日 - ジョナス・ノイバウアー（英語版）、アメリカ合衆国のプロゲーマー、クラシックテトリス世界選手権王者（* 1981年）[36]
- 1月5日 - 金昌烈（朝鮮語版）、韓国の画家（* 1929年）[37]
- 1月5日 - パット・パトリック（英語版）、アメリカ合衆国の実業家、レーシングカーチームオーナー、パトリック・レーシング創立者（* 1929年）[38]
- 1月5日 - ジョン・リチャードソン（英語版）、アメリカ合衆国の俳優（* 1934年）[39]
- 1月5日 - ジョン・ジョージアディス（英語版）、イギリスの指揮者、ヴァイオリニスト（* 1939年）[40]
- 1月5日 - コリン・ベル、イングランドの元サッカー選手、元同国代表（* 1946年）[41]
- 1月5日 - ジョージ・ブレー、オランダ出身のアメリカ合衆国の心理学者（* 1952年）[42]
- 1月5日 - ボブ・ブレット（英語版）、オーストラリアのテニス指導者（* 1953年）[43]
- 1月6日 - 鍋島直昶、日本のジャズヴィブラフォン奏者（* 1926年）[44]
- 1月6日 - オシアン・エリス、ウェールズのハープ奏者、作曲家（* 1928年）[45]
- 1月6日 - 岡村喬生、日本のオペラ歌手、俳優（* 1931年）[46]
- 1月6日 - 宇波彰、日本の哲学者、文芸・芸術評論家、明治学院大学名誉教授（* 1933年）[47]
- 1月6日 - 鈴木銀一郎、日本のゲームデザイナー（* 1934年）[48]
- 1月6日 - 田所善治郎、日本の元プロ野球選手・指導者【国鉄スワローズ所属】（* 1934年）[49]
- 1月6日 - ボビー・フュー（英語版）、アメリカ合衆国のジャズピアニスト、歌手（* 1935年）[50]
- 1月6日 - Big Joe（朝鮮語版）、韓国のラッパー（* 1978年）[51]
- 1月7日 - ビセルカ・ツヴェイチ、セルビアのメゾソプラノ歌手（* 1923年）[52]
- 1月7日 - ターキー木村（英語版）、アメリカ合衆国の武術家（* 1924年）[53]
- 1月7日 - トミー・ラソーダ、アメリカ合衆国の元MLB選手・指導者、アメリカ野球殿堂【ロサンゼルス・ドジャース所属】（* 1927年）[54]
- 1月7日 - 宗純・メル・ワイツマン（英語版）、アメリカ合衆国の曹洞宗僧侶（* 1929年）[55]
- 1月7日 - 深水義之、日本の環境デザイナー、拓殖大学名誉教授（* 1933年?）[56]
- 1月7日 - ニール・シーハン（英語版）、アメリカ合衆国のジャーナリスト、ピューリッツァー賞受賞者（* 1936年）[57]
- 1月7日 - マイケル・アプテッド、イギリスの映画監督（* 1941年）[58]
- 1月7日 - 南正人、日本のフォーク歌手（* 1944年）[59]
- 1月7日 - マリオン・ラムジー、アメリカ合衆国の女優、歌手（* 1947年）[60]
- 1月7日 - ジェイミー・オハラ（英語版）、アメリカ合衆国のカントリー・ミュージックシンガー、ソングライター、グラミー賞受賞者（* 1950年）[61]
- 1月7日 - ウラジミール・キセリョフ（英語版）、ウクライナの元陸上競技選手、1980年モスクワオリンピック砲丸投げ金メダリスト【旧ソ連代表】（* 1957年）[62]
- 1月7日 - キョン・ドンホ（朝鮮語版）、韓国のタレント（* 1981年）[63]
- 1月7日 - アレックス・アポリナリオ（英語版）、ブラジルのサッカー選手（* 1996年）[64]
- 1月8日 - 奥田聰、日本の生化学者、名古屋大学名誉教授（* 1931年）[65]
- 1月8日 - 徐勤先、中華人民共和国の元軍人、元中国人民解放軍少将（* 1935年）[66]
- 1月8日 - 足立康、日本のアメリカ史学者、翻訳家、青山学院女子短期大学名誉教授（* 1936年）[67]
- 1月8日 - エド・ブルース（英語版）、アメリカ合衆国のシンガーソングライター、俳優（* 1939年）[68]
- 1月8日 - デヴィッド・ダーリング、アメリカ合衆国のチェリスト、作曲家、グラミー賞受賞者（* 1941年）[69]
- 1月8日 - スティーヴ・カーヴァー、アメリカ合衆国の映画監督（* 1945年）[70]
- 1月8日 - ハロルド・ボーンスティーン（英語版）、アメリカ合衆国の消化器学者、元ドナルド・トランプ主治医（* 1947年）[71]
- 1月9日 - イサーク・カラトニコフ（英語版）、ロシアの物理学者（* 1919年）[72]
- 1月9日 - 左藤恵、日本の政治家、元衆議院議員【自由民主党・新生党・新進党・国民の声所属】、第45代郵政大臣、第53代法務大臣、第25代国土庁長官（* 1924年）[73]
- 1月9日 - 笠井智一、日本の元海軍軍人、元海軍上等飛行兵曹（* 1926年）[74]
- 1月9日 - 川上哲郎、日本の実業家、元住友電気工業会長・関西経済連合会会長（* 1928年）[75]
- 1月9日 - 井上隆明、日本の文芸評論家、秋田経済法科大学元学長（* 1930年）[76]
- 1月9日 - 関根秀和、日本の社会学者、大阪女学院前理事長、大阪女学院大学・大阪女学院短期大学元学長・名誉教授（* 1937年）[77]
- 1月9日 - ジョン・ラッツ（英語版）、アメリカ合衆国のミステリー作家（* 1939年）[78]
- 1月9日 - ファブリツィオ・ソッコルシ（英語版）、イタリアの医師、ローマ教皇フランシスコ主治医（* 1942年）[79]
- 1月9日 - 日倉士歳朗、日本のミュージシャン（* 1952年）[80]
- 1月9日 - 中野亜里、日本のベトナム政治外交史研究者、大東文化大学教授（* 1960年）[81]
- 1月10日 - ナンシー・ウォーカー・ブッシュ・エリス、アメリカ合衆国の慈善家、ジョージ・H・W・ブッシュ実妹（* 1926年）[82]
- 1月10日 - 太田好彦、日本の実業家、元三菱マテリアル副社長・三菱建設（現ピーエス三菱）社長（* 1931年?）[83]
- 1月10日 - ペドロ・カサード・ブチョ（英語版）、スペインの元サッカー選手、元同国代表（* 1937年）[84]
- 1月10日 - ユベール・オリオール、フランスのラリーレイドレーサー（* 1952年）[85]
- 1月10日 - ジュリー・ストレイン、アメリカ合衆国の女優、モデル、ポルノ女優（* 1962年）[86]
- 1月10日 - ペドロ・ゴンザレス（英語版）、ドミニカ共和国の元MLB選手（* 1937年）[87]
- 1月11日 - 中地シゲヨ、日本のスーパーセンテナリアン、教育者（* 1905年）[88]
- 1月11日 - 内田貞夫、日本の実業家、元三共代表取締役副社長（* 1933年）[89]
- 1月11日 - シェルドン・アデルソン、アメリカ合衆国の実業家、ラスベガス・サンズCEO（* 1933年）[90]
- 1月11日 - テツオ・ナジタ、アメリカ合衆国の歴史学者、シカゴ大学名誉教授（* 1936年）[91]
- 1月11日 - ハワード・ジョンソン（英語版）、アメリカ合衆国のジャズミュージシャン（* 1941年）[92]
- 1月11日 - 高橋勝六、日本の化学工学者、名古屋大学名誉教授（* 1941年）[93]
- 1月11日 - ヴァシリス・アレクサキス（英語版）、ギリシャ出身のフランスの作家、翻訳家（* 1943年）[94]
- 1月11日 - ギ・オーフレイ、フランスの柔道家、1971年世界柔道選手権大会80kg以下級銅メダリスト（* 1945年）[95]
- 1月11日 - ステイシー・タイトル（英語版）、アメリカ合衆国の映画監督（* 1964年）[96]
- 1月11日 - キャスリーン・ヘドル（英語版）、カナダの元競艇選手、1992年バルセロナオリンピック舵なしペア・舵つきエイト金メダリスト（* 1965年）[97]
- 1月11日 - マーク・ケッズ（英語版）、イギリスのボーカリスト、ギタリスト、センスレス・シングス（英語版）メンバー（* 1970年?）[98]
- 1月11日 - ダヴィド・ハハレイシヴィリ、ジョージアの柔道家、総合格闘家、1992年バルセロナオリンピック95kg超級金メダリスト（* 1971年）[99]
- 1月12日 - 大路三千緒、日本の女優、舞台俳優、宝塚歌劇団花組元組長（* 1920年）[100]
- 1月12日 - 半藤一利、日本の作家（* 1930年）[101]
- 1月12日 - モナ・マルム（英語版）、スウェーデンの女優（* 1935年）[102]
- 1月12日 - ハーリド・ビン・アブドゥッラー、サウジアラビアの王族、実業家、馬主（* 1937年）[103]
- 1月12日 - 布垣豊、日本の実業家、前京都中央信用金庫理事長（* 1938年）[104]
- 1月13日 - 安藤亘、日本の有機化学者、筑波大学名誉教授（* 1939年）[105]
- 1月13日 - ジークフリート・フィッシュバッカー（英語版）、ドイツ出身のアメリカ合衆国のマジシャン（* 1939年）[106]
- 1月13日 - ベルント・カンネンベルク、ドイツの元陸上競技選手、1972年ミュンヘンオリンピック50km競歩金メダリスト（* 1942年）[107]
- 1月13日 - ジョエル・ロベール（英語版）、ベルギーのモトクロスレーサー、モトクロス世界選手権優勝者（* 1943年）[108]
- 1月13日 - ティム・ボガート、アメリカ合衆国のバンド「ヴァニラ・ファッジ」、「カクタス」、「ベック・ボガート&アピス」の元ベーシスト（* 1944年）[109]
- 1月13日 - 工藤和彦、日本の原子力工学者、九州大学名誉教授（* 1944年）[110]
- 1月13日 - セヨウム・メスフィン（英語版）、エチオピアの政治家、元外相、元中国大使（* 1949年）[111]
- 1月13日 - シルヴェイン・シルヴェイン（英語版）、エジプト出身のアメリカ合衆国のギタリスト、元ニューヨーク・ドールズメンバー（* 1951年）[112]
- 1月13日 - デューク・ブーティ（英語版）、アメリカ合衆国のラッパー、音楽プロデューサー（* 1951年?）[113]
- 1月13日 - 金子尚樹、日本の編集技師（* 1958年）[114]
- 1月13日 - STICKY、日本のMC、SCARSメンバー（* 生年不明）[115]
- 1月14日 - ピーター・マーク・リッチマン（英語版）、アメリカ合衆国の俳優（* 1927年）[116]
- 1月14日 - ロン・サムフォード（英語版）、アメリカ合衆国の元MLB選手【ニューヨーク・ジャイアンツなどに所属】（* 1930年）[117]
- 1月14日 - 秋本博子、日本の女優、劇団弘演代表（* 1936年?）[118]
- 1月14日 - 横井久美子、日本のシンガーソングライター（* 1944年）[119]
- 1月14日 - ヤン・デ・フリース、オランダのオートバイレーサー（* 1944年）[120]
- 1月14日 - エライジャ・モシンスキー（英語版）、オーストラリアの舞台監督、演出家（* 1946年）[121]
- 1月14日 - ストーム・コンスタンティン（英語版）、イギリスのファンタジー・SF作家（* 1956年）[122]
- 1月15日 - 大牧冨士夫、日本の文学研究者、郷土史研究者、小説家（* 1928年）[123]
- 1月15日 - 川村光毅、日本の神経解剖学者、慶應義塾大学名誉教授（* 1934年）[124]
- 1月15日 - 潮隆雄、日本の染織工芸作家、広島市立大学名誉教授（* 1939年）[125]
- 1月15日 - 奥畑康夫、日本の舞台照明家（* 1948年）[126]
- 1月15日 - ベンヤミン・ド・ロチルド（英語版）、フランスの銀行家、エドモン・ドゥ・ロスチャイルドグループ会長（* 1963年）[127]

## 16日 - 31日

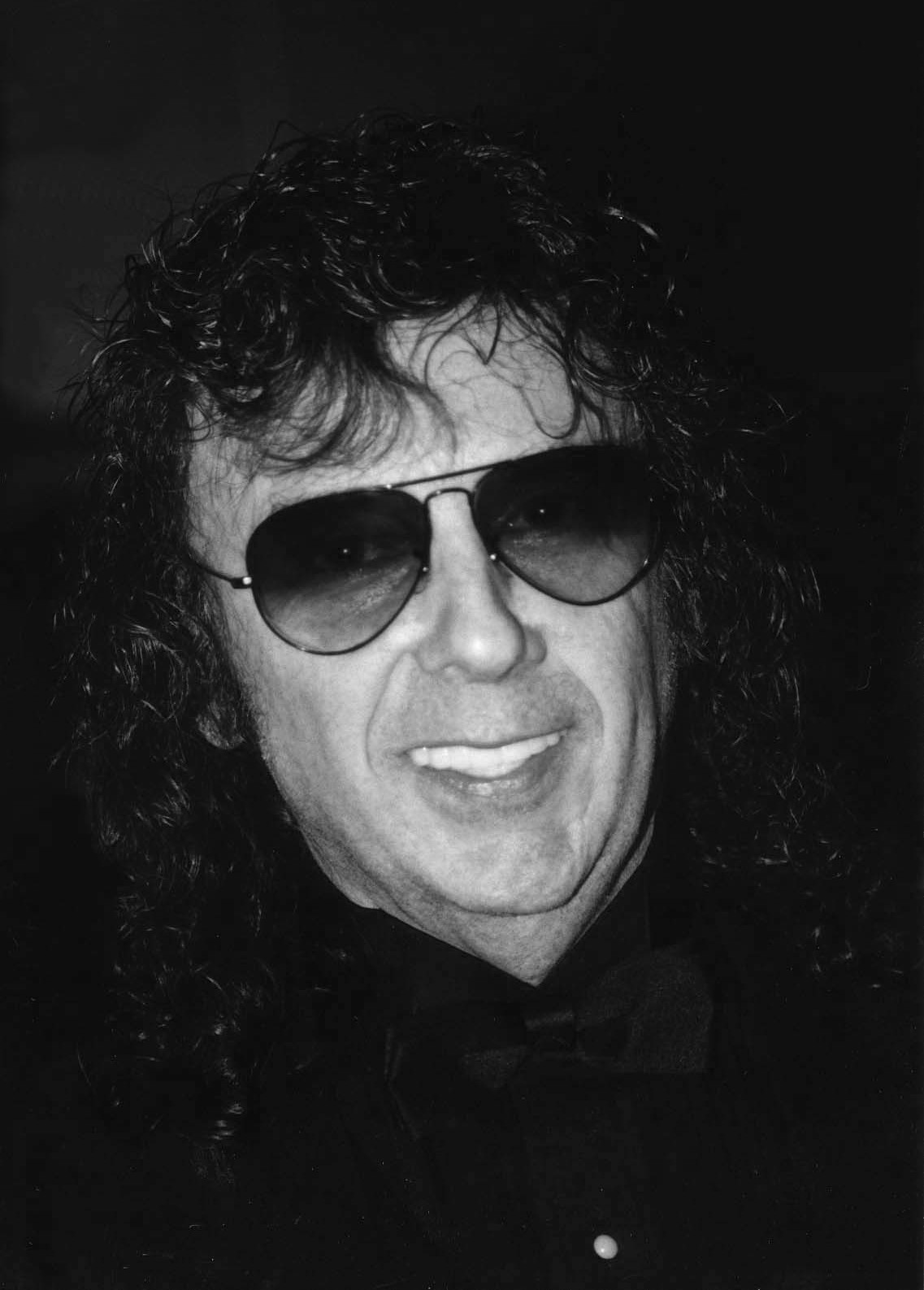
フィル・スペクター／1月16日没

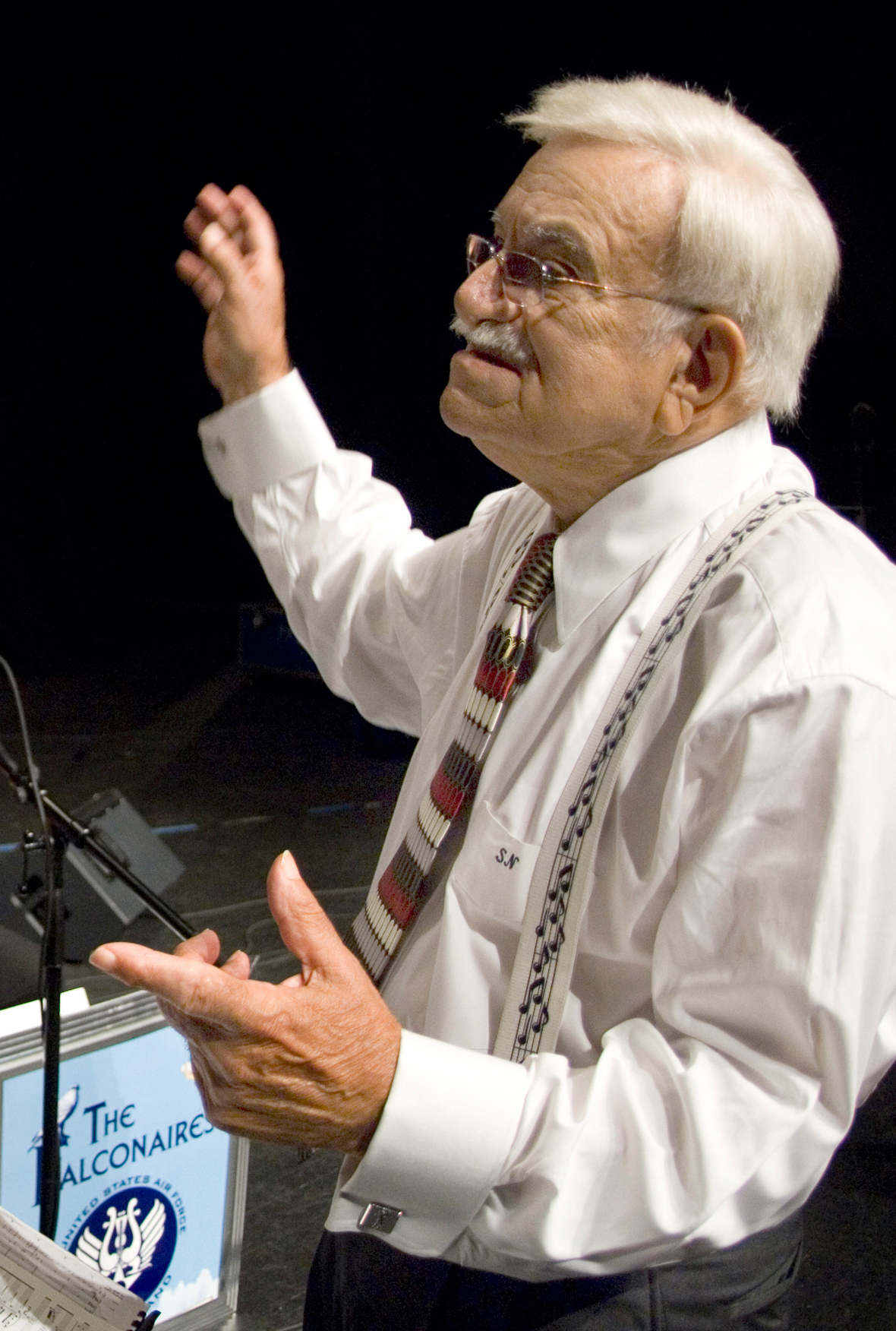
サミー・ネスティコ／1月17日没

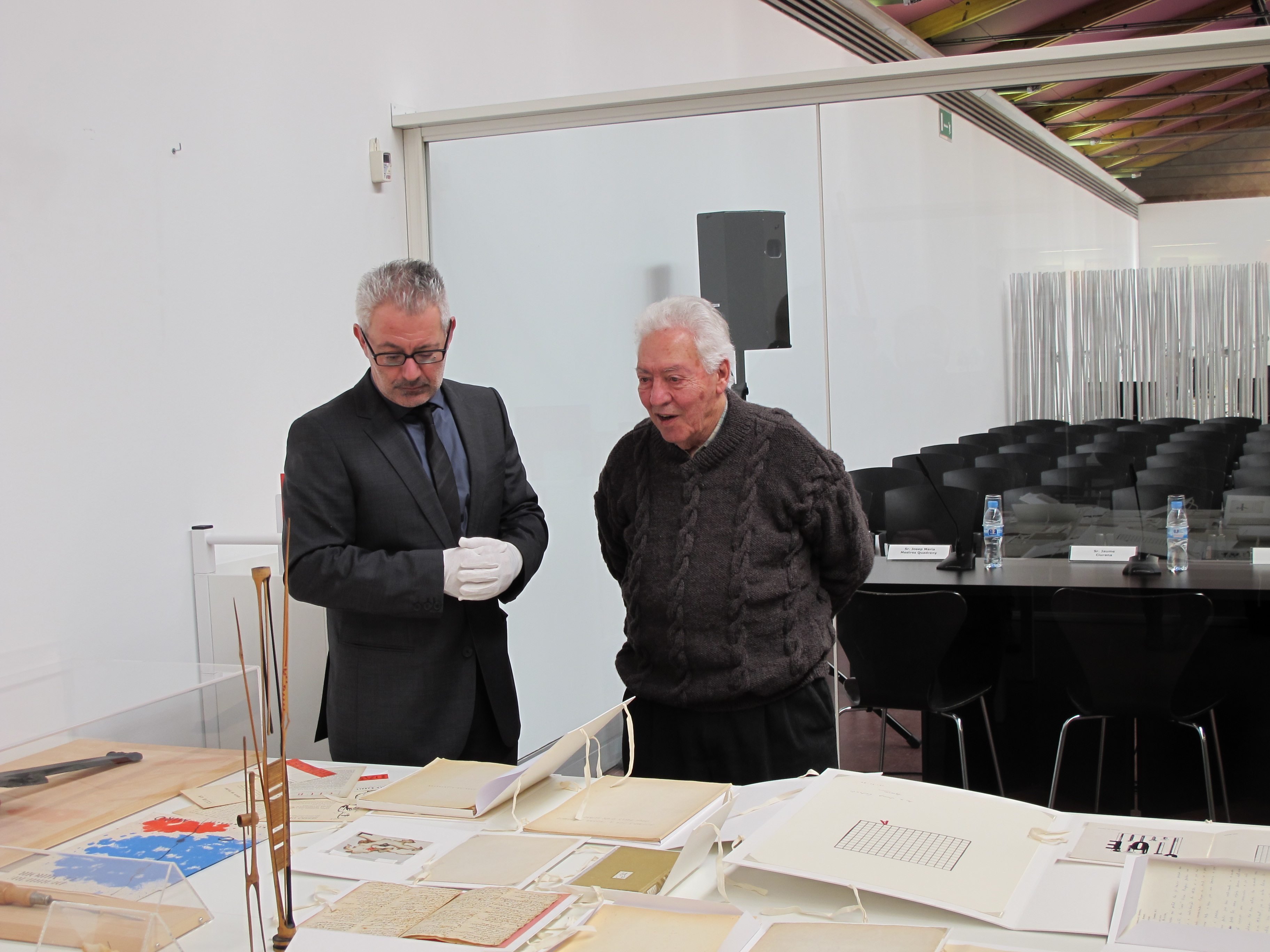
ジュゼプ・メストレス・クアドレニ（右）／1月18日没

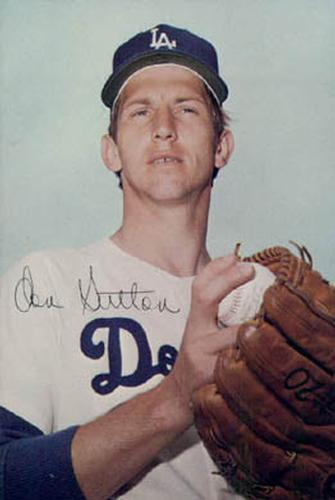
ドン・サットン／1月18日没

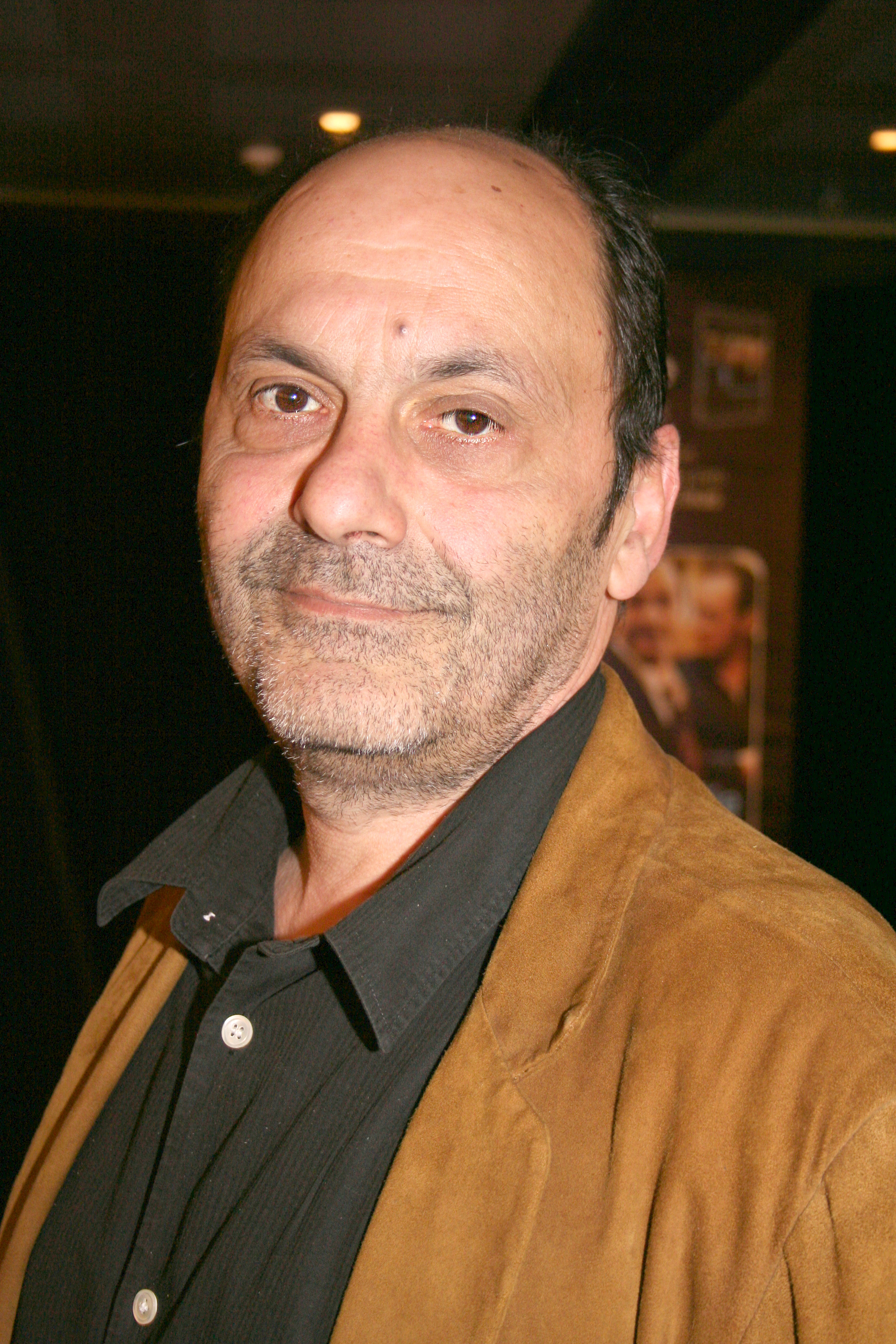
ジャン＝ピエール・バクリ／1月18日没

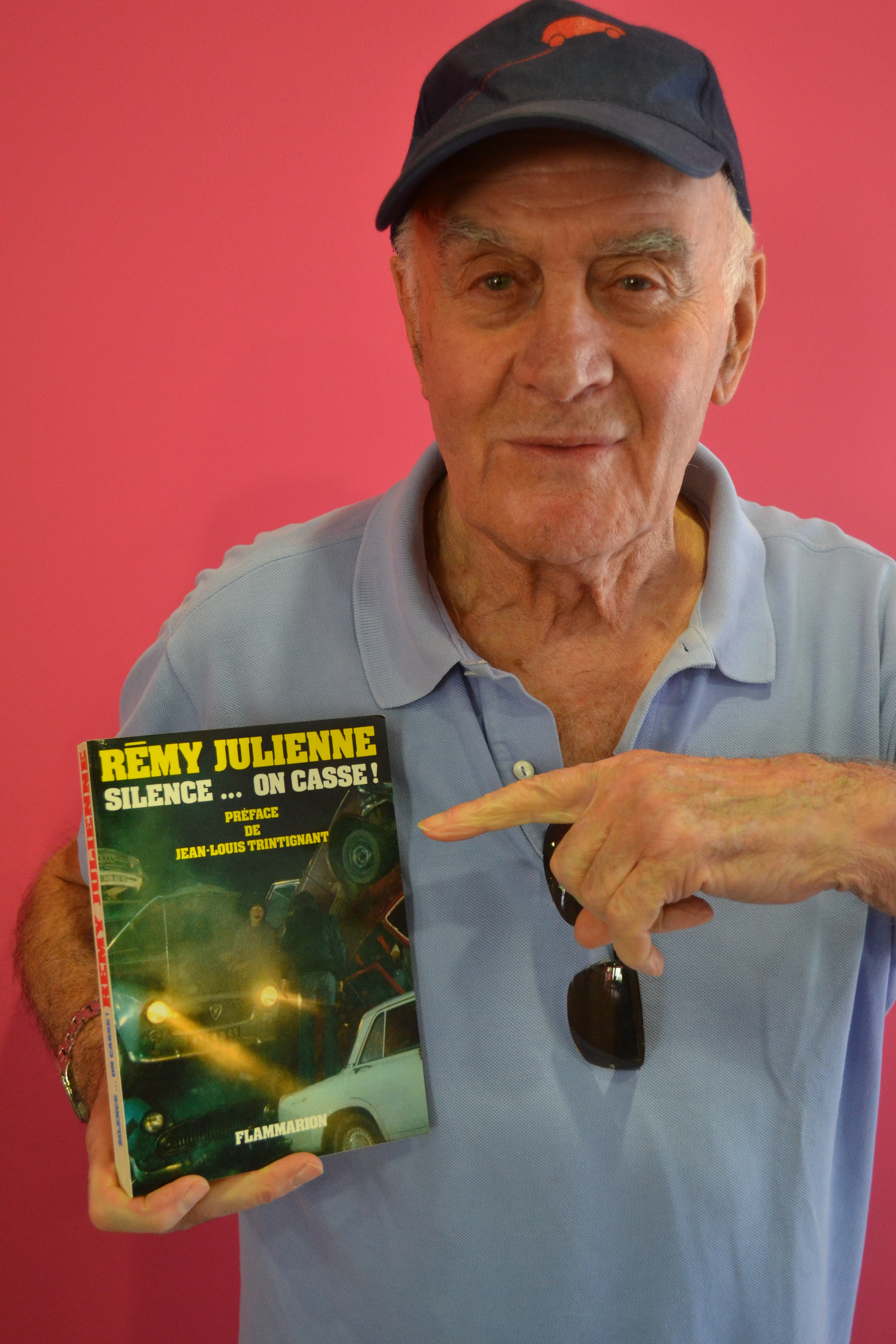
レミー・ジュリアン／1月21日没

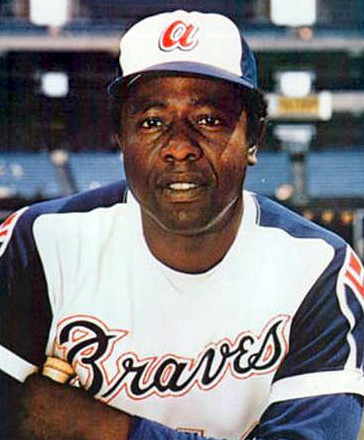
ハンク・アーロン／1月22日没

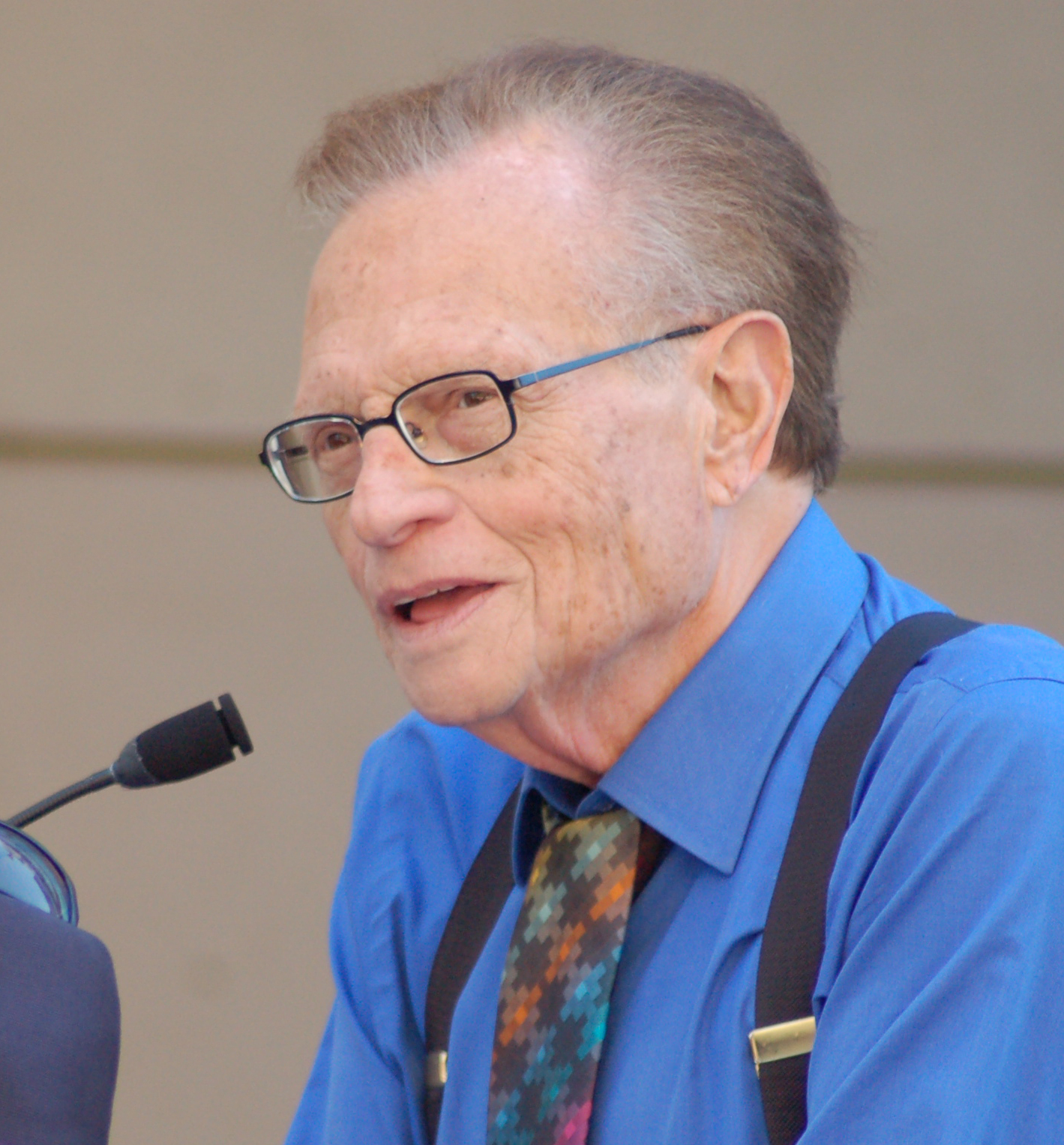
ラリー・キング／1月23日没

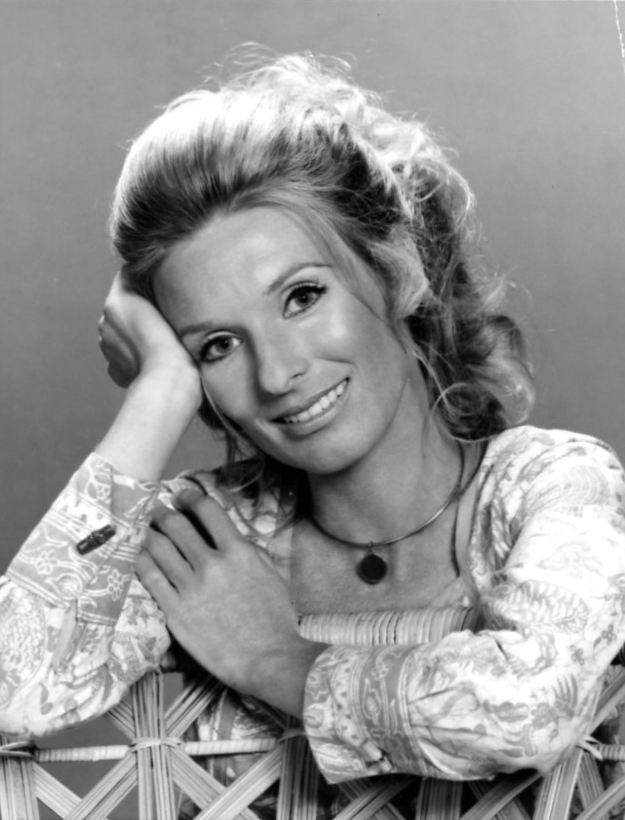
クロリス・リーチマン／1月27日没

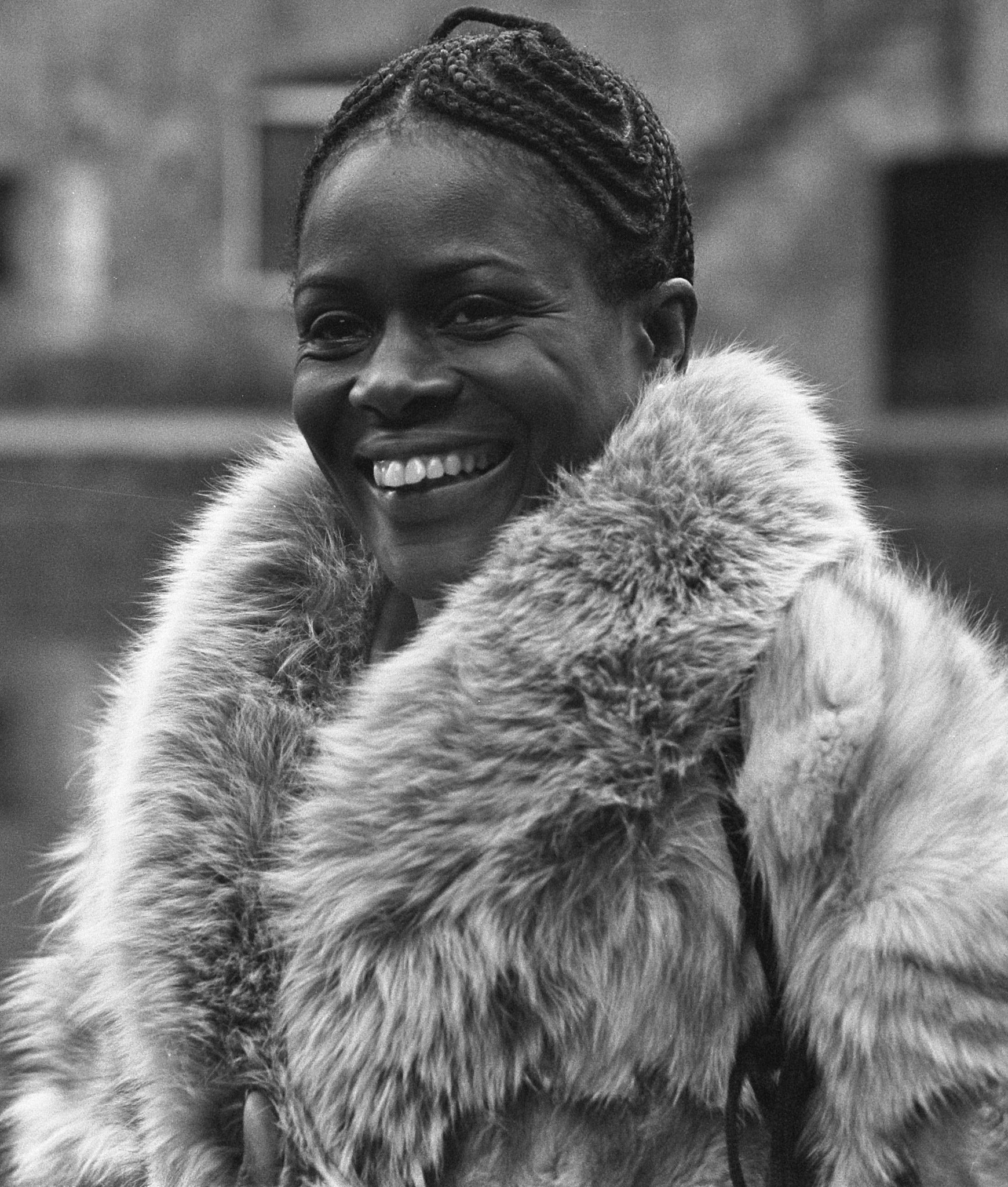
シシリー・タイソン／1月28日没

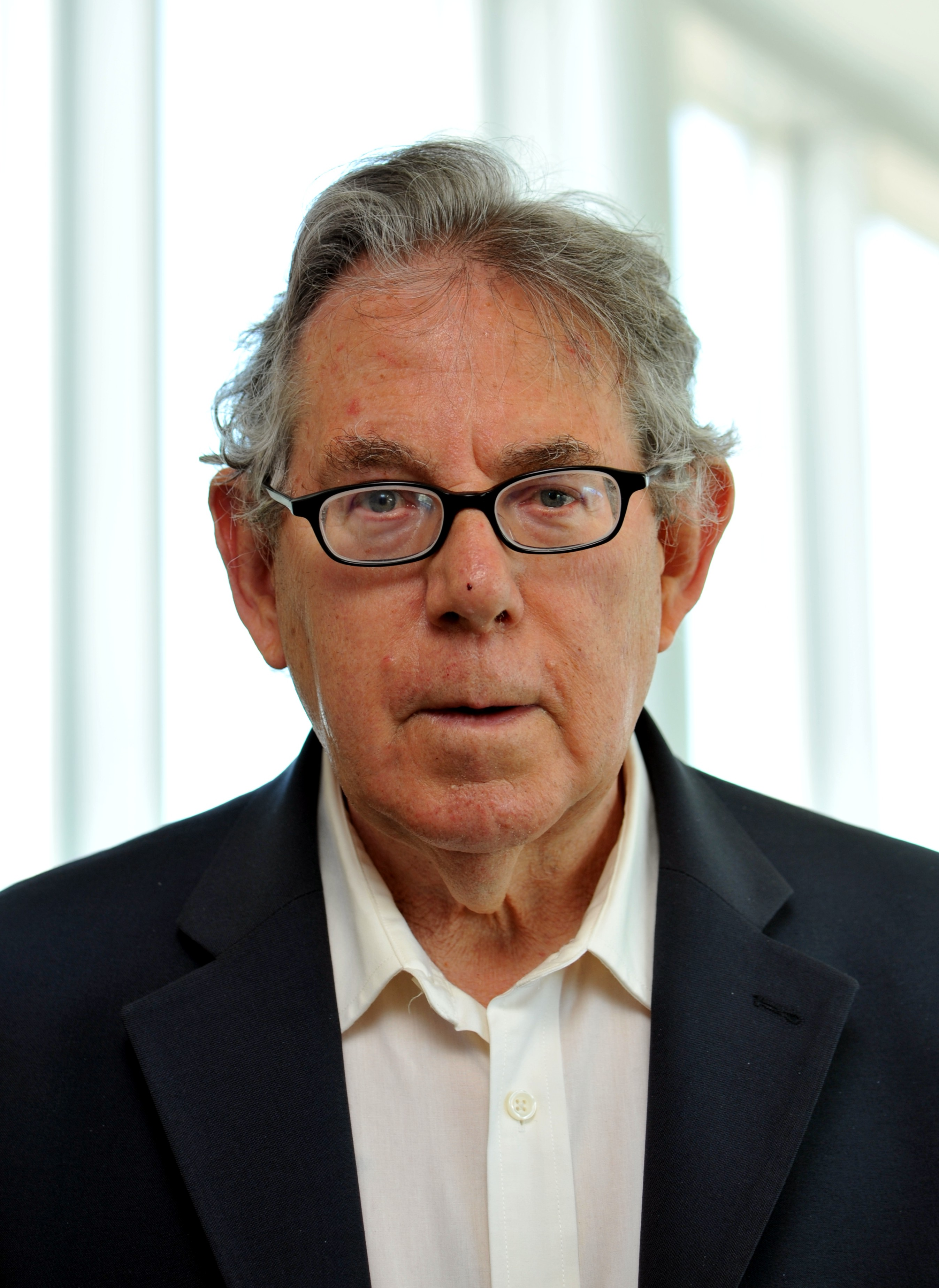
パウル・クルッツェン／1月28日没

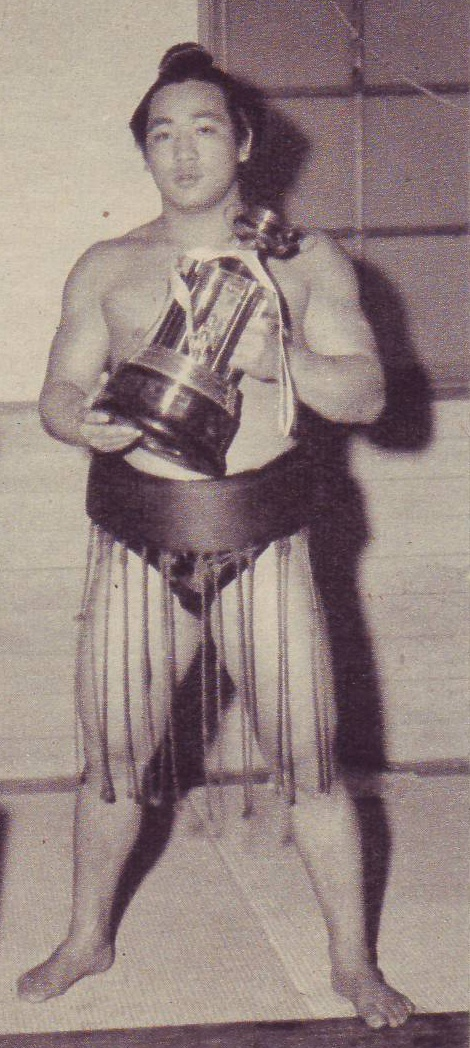
栃ノ海晃嘉／1月29日没

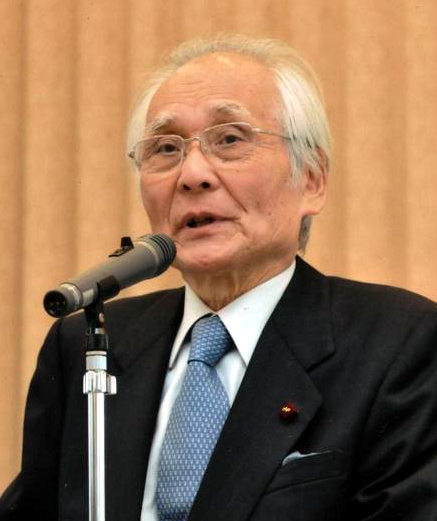
橋本堅太郎／1月31日没

- 1月16日 - 相沢啓三、日本の詩人（* 1929年）[128]
- 1月16日 - 佐藤泰正、日本の教育学者、筑波大学名誉教授（* 1929年）[129]
- 1月16日 - 加多木豊之、日本の薬学者、武庫川女子大学名誉教授（* 1930年?）[130]
- 1月16日 - 岡野修平、日本出身のブラジルの柔道家・指導者、元ブラジル代表監督（* 1936年）[131]
- 1月16日 - フィル・スペクター、アメリカ合衆国の音楽プロデューサー、元ミュージシャン（* 1939年）[132][133]
- 1月16日 - 来路史圃、日本の女優（* 1945年）[134]
- 1月16日 - クリス・クラマー（英語版）、イギリスのジャーナリスト（* 1948年）[135]
- 1月16日 - 崔正禮、韓国の詩人（* 1955年）[136]
- 1月16日 - シャロン・ベグリー（英語版）、アメリカ合衆国のジャーナリスト、作家（* 1956年）[137]
- 1月16日 - ポール・ヴァレランス（英語版）、アメリカ合衆国の元総合格闘家・プロレスラー（* 1969年）[138]
- 1月16日 - 清泉亮、日本のノンフィクション作家（* 1974年）[139]
- 1月16日 - 平本歩、日本の社会活動家（* 1985年）[140]
- 1月17日 - サミー・ネスティコ、アメリカ合衆国の作曲家、編曲家（* 1924年）[141]
- 1月17日 - ジュニア・マンス（英語版）、アメリカ合衆国のジャズピアニスト（* 1928年）[142]
- 1月17日 - マルチェッラ・レアーレ、アメリカ合衆国のソプラノ歌手、音楽教師（* 1934年）[143]
- 1月17日 - ジャック・ブラル（フランス語版）、フランスの映画監督、脚本家（* 1948年）[144]
- 1月18日 - チャック・ミルズ、アメリカ合衆国のアメリカンフットボール指導者（* 1928年）[145]
- 1月18日 - ジュゼプ・メストレス・クアドレニ、スペインの作曲家（* 1929年）[146]
- 1月18日 - デュンダル・アリ・オスマン、トルコの帝位請求者、オスマン家第45代家長（* 1930年）[147]
- 1月18日 - ジミー・ロジャース（英語版）、アメリカ合衆国のポップ・ミュージック歌手（* 1933年）[148]
- 1月18日 - 大城美佐子、日本の民謡歌手（* 1936年）[149]
- 1月18日 - フアン・カルロス・タビオ（英語版）、キューバの映画監督（* 1943年）[150]
- 1月18日 - ドン・サットン、アメリカ合衆国の元MLB選手【ロサンゼルス・ドジャースなどに所属】（* 1945年）[151]
- 1月18日 - ジャン＝ピエール・バクリ、フランスの俳優、脚本家（* 1951年）[152]
- 1月19日 - 長岡三重子、日本の水泳選手（* 1914年）[153]
- 1月19日 - 鈴木重靖、日本の経済学者、山口大学名誉教授（* 1925年）[154]
- 1月19日 - マーク・ウィルソン（英語版）、アメリカ合衆国のマジシャン、作家（* 1929年）[155]
- 1月19日 - 大友賢二、日本の言語学者、筑波大学名誉教授（* 1934年）[156]
- 1月19日 - 新庄信、日本の実業家、元新興プランテック（現レイズネクスト）社長（* 1939年?）[157]
- 1月19日 - 伊藤英成、日本の政治家、元衆議院議員【民社党・新進党・新党友愛・民主党所属】（* 1941年）[158]
- 1月19日 - グスタボ・ペーニャ（スペイン語版）、メキシコの元サッカー選手・指導者、元同国代表・代表監督（* 1942年）[159]
- 1月19日 - 松永ひとみ、日本の演歌歌手（* 1967年）[160]
- 1月20日 - 青野春水、日本の社会科内容学者、広島大学名誉教授（* 1929年）[161]
- 1月20日 - 関澤義、日本の実業家、元富士通社長（* 1931年）[162]
- 1月20日 - ダニエル・コビアルカ、アメリカ合衆国のバイオリニスト（* 1943年）[163]
- 1月20日 - ハゴップ・アキスカル、レバノン出身のアメリカ合衆国の医学者、精神科医、カリフォルニア大学サンディエゴ校教授（* 1944年）[164]
- 1月20日 - ミラ・ファーラン、クロアチア出身の女優（* 1955年）[165]
- 1月20日 - シブシソ・モヨ（英語版）、ジンバブエの政治家、軍人、同国外相（* 1960年）[166]
- 1月20日 - マイク・サデック（英語版）、アメリカ合衆国の元MLB選手（* 1946年）[167]
- 1月21日 - ジャン・グラトン（フランス語版）、フランスの漫画家（* 1921年）[168]
- 1月21日 - 唐木田芳文、日本の地質学者、西南学院大学名誉教授（* 1924年?）[169]
- 1月21日 - 福原嘉一郎、日本のドイツ文学者、早稲田大学名誉教授（* 1928年）[170]
- 1月21日 - レミー・ジュリアン、フランスのカースタントマン（* 1930年）[171]
- 1月21日 - ナタリー・ドロン、フランスの女優（* 1941年）[172][173]
- 1月21日 - 溝口茂、日本の実業家、元高周波熱錬社長（* 1953年）[174]
- 1月21日 - ジャクソン・ムテンブ（英語版）、南アフリカ共和国の政治家、大統領府大臣（英語版）（* 1958年）[175]
- 1月22日 - 大矢快治、日本の政治家、元北海道根室市長（* 1928年）[176]
- 1月22日 - 矢野茂文、日本の政治家、元徳島県鳴門市長（* 1930年）[177]
- 1月22日 - 中村清、日本の官僚、元会計検査院長（* 1931年）[178]
- 1月22日 - ハンク・アーロン、アメリカ合衆国の元MLB選手【アトランタ・ブレーブスなどに所属】（* 1934年）[179]
- 1月22日 - フェリックス・グロモフ、ロシアの元軍人、元ロシア海軍総司令官、上級大将（* 1937年）[180]
- 1月22日 - ルイ・ダンドレル（英語版）、フランスの電子音楽作曲家（* 1939年）[181]
- 1月22日 - ロン・キャンベル（英語版）、アメリカ合衆国のアニメーター（* 1939年）[182]
- 1月22日 - 沖久也、日本の錯体化学者、福井大学名誉教授（* 1941年?）[183]
- 1月22日 - ジェームズ・ピューリファイ（英語版）、アメリカ合衆国のR&B／ソウルシンガー、ジェームズ＆ボビー・ピューリファイ（英語版）メンバー（* 1944年）[184]
- 1月22日 - 山田賢治、日本の実業家、アクティブコア設立者・社長（* 1964年）[185]
- 1月22日 - ルートン・シェルトン、ジャマイカのサッカー選手、元同国代表（* 1985年）[186][187]
- 1月23日 - ウォルター・バーンスタイン（英語版）、アメリカ合衆国の脚本家、映画監督（*1919年）[188]
- 1月23日 - アルベルト・グリマルディ（英語版）、イタリアの映画プロデューサー（*1925年）[189]
- 1月23日 - ポール・ホイタック、アメリカ合衆国の元MLB・プロ野球選手【デトロイト・タイガース、中日ドラゴンズなどに所属】（*1930年）[190]
- 1月23日 - 大沢俊成、日本の英語学者、岩手大学名誉教授（* 1930年）[191]
- 1月23日 - ラリー・キング、アメリカ合衆国の司会者、俳優（*1933年）[192][193]
- 1月23日 - 坂本スミ子、日本の歌手、女優（* 1936年）[194]
- 1月23日 - ジョナス・グワングワ（英語版）、南アフリカ共和国のジャズトロンボーン奏者（* 1937年）[195]
- 1月23日 - ジョニー野村、日本の音楽プロデューサー（* 1945年）[196]
- 1月23日 - 前田ただし、日本のバイオリニスト（* 1972年）[197]
- 1月23日 - ソン・ユジョン（朝鮮語版）、韓国の女優、モデル（* 1994年）[198]
- 1月24日 - ブルース・カービー、アメリカ合衆国の俳優（* 1925年）[199]
- 1月24日 - エーリッヒ・ブラウアー（英語版）、オーストリアの芸術家（* 1929年）[200]
- 1月24日 - ジョージ・アームストロング（英語版）、カナダの元アイスホッケー選手【トロント・メープルリーフス所属】、アイスホッケー殿堂（* 1930年）[201]
- 1月24日 - グンネル・リンドブロム（英語版）、スウェーデンの女優（* 1931年）[202]
- 1月24日 - 小番宜一、日本の政治家、元秋田県本荘市（現由利本荘市）長（* 1933年）[203]
- 1月24日 - 寺尾正大、日本の元刑事、元警視庁捜査一課長（* 1942年）[204]
- 1月24日 - 西村玲子、日本のイラストレーター（* 1942年）[205]
- 1月24日 - 泉ちどり、日本の歌手（* 1947年）[206]
- 1月24日 - 重信優、日本のローカルタレント（* 1960年）[207]
- 1月24日 - オオスミタケシ（OSUMI、BIG-O）、日本のMC、ファッションデザイナー、SHAKKAZOMBIEメンバー（* 1974年）[208]
- 1月24日 - ジャネット・マウス（英語版）、アメリカ合衆国の女優（* 1982年）[209]
- 1月25日 - 白銀（中国語版）、台湾のアナウンサー（* 1931年）[210]
- 1月25日 - 武下和平、日本の島唄唄者（* 1933年）[211]
- 1月25日 - 浦野烋興、日本の政治家、元衆議院議員【自由民主党所属】、第53代科学技術庁長官（* 1941年）[212]
- 1月25日 - 相川宗一、日本の政治家、元浦和市長、初代さいたま市長（* 1942年）[213]
- 1月25日 - 佐藤明、日本の公務員、厚木市副市長（* 1962年）[214]
- 1月25日 - IRON（朝鮮語版）、韓国のラッパー（* 1992年）[215]
- 1月25日 - ディック・スミス（英語版）、アメリカ合衆国の元MLB選手（* 1926年）[216]
- 1月26日 - 宮崎雅好、日本の政治家、元埼玉県坂戸市長（* 1927年）[217]
- 1月26日 - ハリー・ビール（英語版）、アメリカ合衆国の元軍人、最初のNavy SEALs隊員（* 1930年）[218]
- 1月26日 - 滝田齊、日本の臨床医学者、筑波大学名誉教授（* 1933年?）[219]
- 1月26日 - 大野つや子、日本の政治家、元参議院議員【自由民主党所属】（* 1934年）[220][221]
- 1月26日 - 千葉功、日本の元プロ野球公式記録員、元パシフィック・リーグ記録部長（* 1935年）[222]
- 1月26日 - ジョゼフ・ベングロシュ、スロバキアの元サッカー選手・指導者、元チェコスロバキア代表監督（* 1936年）[223]
- 1月26日 - マルギッタ・グンメル、ドイツの元陸上競技選手、1968年メキシコシティーオリンピック女子砲丸投げ金メダリスト【旧東ドイツ代表】（* 1941年）[224]
- 1月26日 - ラーシュ・ノレーン（英語版）、スウェーデンの劇作家（* 1944年）[225]
- 1月26日 - カルロス・オルメス・トルヒジョ、コロンビアの外交官、政治家、同国国防大臣、元外務相・内務相・教育相、元サンティアゴ・デ・カリ市長、元駐日コロンビア大使館領事（* 1951年）[226]
- 1月26日 - 北野隆典、日本の実業家、スタンレー電気社長（* 1956年）[227]
- 1月26日 - ロン・ジョンソン（英語版）、アメリカ合衆国の元MLB選手・マイナーリーグ指導者【カンザスシティ・ロイヤルズなどに所属】（* 1956年）[228]
- 1月26日 - セルゲイ・プリホチコ、ロシアの外交官、政治家、元ロシア連邦政府副首相・内閣官房長官（* 1957年）[229]
- 1月27日 - クロリス・リーチマン、アメリカ合衆国の女優、声優（* 1926年）[230]
- 1月27日 - エイドリアン・カンポス、スペインのレーシングドライバー、レーシングチームオーナー、カンポス・レーシング（英語版）創立者（* 1960年）[231]
- 1月27日 - メフルダード・ミーナーヴァンド、イランの元サッカー選手、元同国代表（* 1975年）[232]
- 1月28日 - 王綬琯、中華人民共和国の天体物理学者、元中国天文学会理事長（* 1923年）[233]
- 1月28日 - シシリー・タイソン、アメリカ合衆国の女優（* 1924年）[234]
- 1月28日 - ルイス・ウォルパート（英語版）、南アフリカ共和国出身のイギリスの発生生物学者（* 1929年）[235]
- 1月28日 - パウル・クルッツェン、オランダの大気力学者、ノーベル化学賞受賞者（* 1933年）[236]
- 1月28日 - ヴァシリー・ラノヴォイ（英語版）、ロシアの俳優（* 1934年）[237]
- 1月28日 - 大橋太朗、日本の実業家、元阪急電鉄（現阪急阪神ホールディングス）社長（* 1939年）[238]
- 1月28日 - キャスリン・アン・グーナン（英語版）、アメリカ合衆国のSF作家（* 1952年）[239]
- 1月28日 - シボンジル・クマロ（英語版）、南アフリカ共和国の歌手（* 1957年）[240]
- 1月29日 - 2代目春日井梅鴬、日本の浪曲師、日本浪曲協会元会長・名誉顧問（* 1927年）[241]
- 1月29日 - 坂本秀翠、日本の書家（* 1933年?）[242]
- 1月29日 - グラディ・ゲインズ.（英語版）、アメリカ合衆国のジャズサクソフォーン奏者（* 1934年）[243]
- 1月29日 - イヴォン・ドゥイス、フランスの元サッカー選手、元同国代表（* 1935年）[244]
- 1月29日 - 栃ノ海晃嘉、日本の元大相撲力士【第49代横綱】（* 1938年）[245]
- 1月29日 - ヒルトン・ヴァレンタイン、イギリスのギタリスト、元アニマルズメンバー（* 1943年）[246]
- 1月29日 - 頼小民、中華人民共和国の実業家、元中国華融資産管理（中国語版）会長（* 1962年）[247]
- 1月30日 - ミシェル・トランポン（英語版）、ベルギーのバリトン歌手（* 1928年）[248]
- 1月30日 - 越智通雄、日本の元官僚、政治家、元衆議院議員【自由民主党所属】、第41・44代経済企画庁長官、第2代金融再生委員会委員長（* 1929年）[249]
- 1月30日 - 中村茂隆、日本の作曲家、神戸大学名誉教授（* 1932年）[250]
- 1月30日 - 鄭相永、韓国の実業家、KCCグループ創設者・名誉会長（* 1937年）[251]
- 1月30日 - 鏡味仙三郎、日本の太神楽曲芸師（* 1946年）[252]
- 1月30日 - 東京丸、日本の漫才師（* 1947年）[253]
- 1月30日 - 峰さを理、日本の女優、元宝塚・男役（* 1952年）[254]
- 1月30日 - 本田誠人、日本の俳優（* 1974年）[255]
- 1月30日 - ソフィー、スコットランドのミュージシャン、音楽プロデューサー、DJ（* 1986年）[256]
- 1月31日 - 巽外夫、日本の実業家、元住友銀行頭取（* 1923年）[257]
- 1月31日 - 橋本堅太郎、日本の彫刻家、文化功労者（* 1930年）[258]
- 1月31日 - 小林貞雄、日本の実業家、元テレビ宮崎社長（* 1932年?）[259]
- 1月31日 - フスト・テハダ（英語版）、スペインの元サッカー選手、元同国代表（* 1933年）[260]
- 1月31日 - 岡田嘉夫、日本の画家（* 1934年）[261]
- 1月31日 - 鶴見雅夫、日本の洋画家（* 1936年）[262]
- 1月31日 - くず哲也、日本のラジオパーソナリティー、タレント（* 1947年）[263]
- 1月31日 - 高橋里志、日本の元プロ野球選手【南海ホークス・広島東洋カープ・日本ハムファイターズ・近鉄バファローズ所属】（* 1948年）[264]